# Oh Africa
"Oh Africa" es una canción interpretada por Akon con Keri Hilson. La canción es un sencillo benéfico y fue lanzado para recaudar fondos para la caridad de Akon "Konfidence" para ayudar a niños desfavorecidos en África. La canción fue lanzada como descarga digital en 52o Premios Grammy noche 31 de enero de 2010, junto con el vídeo. El Soweto Gospel Choir y los cantantes jóvenes de muchos países también aparecen en el sencillo. Los futbolistas Thierry Henry, Didier Drogba, Kaká, Fernando Torres, Lionel Messi, Frank Lampard, Michael Ballack y Andrei Arshavin hacen cameos en el video musical.

## Lanzamiento
La canción es la tercera canción interpretada por estos dos artistas, el primero fue "Change Me" aparece en el álbum de debut En un mundo perfecto ... de Keri, Y la pista no-álbum "Mic Check", el último de los cuales fue producido por Timbaland. Pepsi ha anunciado que este es unos de los Himnos oficiales de la Copa Mundial de Fútbol 2010.

## Video musical
El video musical fue filmado y fue lanzado en los Premios Grammy la noche el 31 de enero de 2010. Comienza mostrando una sala llena de colores con un mapa de África, que luego muestra 4 personas que aparecen tocando unosoo tambores con polvo encima de ellos. A su vez, también llevan pintura corporal con el mismo patrón que la pared. Akon a continuación, comienza a cantar a medida que más escenas del tambor tocándose se muestra. Keri comienza a cantar, la pantalla se muestra decorada con pintura en movimiento delante de ella. Akon muestra de nuevo con un coro de jóvenes africanos, cantando con un fondo de atardecer. Otras personas también se muestran. Entonces salta la escena a la sala de pintura corporal; son personas que aparecen con su cara pintada con la bandera de varios países, un país diferente para cada uno, y cantan. Akon También se muestra bailando con Keri en la habitación con la pintura en movimiento entre las escenas. Keri aparece cantando el coro en varias escena de diversas maneras. Una escena muestra también Keri con el coro. Los futbolistas Thierry Henry, Didier Drogba, Kaká, Fernando Torres, Lionel Messi, Frank Lampard, Michael Ballack y Andrei Arshavin a continuación se muestran pateando un globo de agua con forma de balones de fútbol contra la pared, con el líquido que se derrama sobre la pared aparecen imágenes de ellos mismos. Las imágenes de otras escenas también se muestran por ejemplo. El coro africano y Keri acostado sobre un patrón de cebra como cubierta. El final muestra una pared con los futbolistas vítores.
- Datos: Q263383